# Метаксохори (дем Агия)
Вижте пояснителната страница за други значения на Метаксохори.
Метаксохори (на гръцки: Μεταξοχώρι) със старо име до 1927 г. Рециани (на гръцки: Ρέτσιανη, изкривяване на Речани) е село на южните склонове на планината Оса в Тесалия, Гърция. От 1927 г. до 1929 г. селото носи името Мелиси.

## География
Селото е разположено в южното подножие на планината Оса.

## История
Селото съхранява архива на целия селищен регион разположен между планините Мавровуни и Оса.
По византийско време целият район е управляван от византийски сановник с титул протоспатарий. По османско време районът е хас на дъщерята на Сюлейман Великолепни – Михримах Султан, след смъртта на която отделните села са оформени във вакъфи за издръжката на отделни сакрални сгради в Цариград.  
В района има 12 византийски църкви и манастир посветен на Въведение Богородично от XVIII век. Козма Етолийски пребивавал в района. Сред най-известните местни църкви са тези посветени на Свети Николай, Свети Харалампий и Света Петка. Стенописите са дело на зографи от Линотопската художествена школа. Днес селото е известно като традиционно (историческо) такова на художниците и черешите.
През XVIII век в селото се развива бубарството. Традиционно селото е овощарско, заради отглежданите череши и ябълки. Местни аткракции са римския акведукт и имението „Фавр“ на швейцарският барон Йожен Фавр и неговата любима Стефани, бивша танцьорка в Мулен Руж, които се установяват в селото през 1872 г., носейки със себе си своята култура, непозната за местните. През 1876 г. те построяват свое луксозно имение на няколко етажа с площ 300 кв.м., изпълвайки го със скъпи мебели и картини. Техни инвестиции и иновации за местните са фабриките за восък, сапун, макарони и коприна. След присъединяването на Тесалия към Гърция през 1881 г. семейство Фавр се превръщат в най-големите търговци на вълна, изкупувайки я от местните влашки села.
Селският празник е на 15 август – Успение Богородично, като местните почитат и деня на Свети Евстатий – 20 септември. Селото отбелязва тържествено и деня на черешата всеки юни.